# 藤松祥子
藤松 祥子（ふじまつ しょうこ、1993年10月12日 - ）は、日本の女優、タレントである。
東京都出身。現在フリー。元レトル、かつてはベリーベリープロダクションに所属。

## 人物
- 1998年10月に日本テレビ『嗚呼!バラ色の珍生!!』の再現VTRでデビュー。その後『はぐれ刑事純情派』などで子役として活躍した。
- 2005年5月からジュニアアイドルとしても活動を始める。
- 趣味は帽子集め、舞台鑑賞。
- 特技はタップダンス、バレエ、歌。
- 2009年3月をもって活動一時休止。

## 出演

### テレビドラマ
- 土曜ワイド劇場 ラーメン刑事「龍」の殺人推理2（2001年、ABCテレビ） - 重村あこ 役
- 中居正広の金曜日のスマたちへ 金スマ波瀾万丈（2005年、TBSテレビ） - 岩井志麻子（子供時代） 役
- 土曜ワイド劇場 横浜海上警察（2007年、テレビ朝日）
- 東京少女 草刈麻有 第1話「もうひとりの私」（2008年、BS-i） - カオル 役
- 世にも奇妙な物語'17秋の特別編 「ががばば新章」（2017年10月14日、フジテレビ） - 多香子 役
- 連続テレビ小説 半分、青い。（2018年、NHK） - ユカ 役[2][3]
- 大河ドラマ（NHK）
  - 麒麟がくる（2020年）
  - 青天を衝け（2021年） - 渋沢敦子 役
  - 光る君へ（2024年） - 寄坐 役

### バラエティ
- アニメロビー（2007年 - 2008年、テレビ大阪） - レギュラー

### その他のテレビ番組
- みんなのうた CRYSTAL CHILDREN（2008年、NHK） - CRYSTALS メンバー

### 映画
- 恋3 -koi no sanjyo-（2006年） - 主演・垣内実香 役
- YOSHIMOTO DIRECTOR'S 100『Whisper〜だから彼女はささやいた〜』（2008年） - 舟（中学生時代） 役
- ボクらのホームパーティー（2022年）
- 探偵マリコの生涯で一番悲惨な日（2023年）

### 舞台
- イマジンミュージカル アルプスの少女ハイジ（2003年）
- 葉っぱのフレディ〜いのちの旅〜（2004年） - 葉っぱ 役
- アニー（2006年） - タップキッズ 役
- アニークリスマスコンサート（2006年）
- アニークリスマスコンサート（2007年）
- ラブリーズ〜君に捧げるハーモニー〜（2008 - 2009年） - 守口翼 役
- HIROSE PROJECT LIVE vol.8 虹の向こうに続く道（2010年） - 主演・七沢アカネ 役 / 沢渡ミサキ 役
- 月刊「根本宗子」第16号「愛犬ポリーの死、そして家族の話」（2018年12月21日 - 31日、本多劇場） - 主演 青山美郷の降板による代役
- 月刊「根本宗子」第18号「もっとも大いなる愛へ」配信公演（2020年11月4日 - 8日、2021年3月7日 - 13日、本多劇場）[4]
- 三人吉三廓初買（2024年9月15日 - 10月20日、東京芸術劇場 プレイハウス 他） - スウィング[5][6]

### インターネットテレビ
- バンダイ「サークルリンク」（2006年、第2日本テレビ）

### DVDドラマ
- プリティ リベリオン DOLPHIN（2006年） - 千早・パンサー 役
- プリティ リベリオン PANTHER（2006年） - 主演・千早・パンサー 役
- キューティーハンター リリィ（2006年） - 主演・ユリコ 役
- キューティーハンター ユリコ（2006年） - 主演・ユリコ 役
- ひとりかくれんぼ（2008年） - サチ 役

### CM
- グリコ すくすくキッズアイス（2004年）
- 東急グループ 10年先の幸福 楽器編（2006年）

### ラジオ
- アキといたこと（2023年、NHK-FM）

## 作品

### シングル
- CRYSTAL CHILDREN（2008年）

### DVD
- 藤松祥子 11歳（2005年）
- へ〜んしんっ!（2006年）
- Chu-Boh学園〜07初春（2006年）
- Chu-Boh学園〜08初春（2007年）
- みんなでおどろう! CRYSTAL CHILDREN（2008年）

### 雑誌
- Chu→Boh Vol.20 表紙（2007年）[7]
- Chu→Boh Vol.29 表紙（2008年）